# Mauro Chiodini
Mauro Chiodini (Civitanova Marche, 25 de Fevereiro de 1980) é um futebolista italiano que joga na posição de guarda-redes.